# Райхщатско споразумение
Райхщатското споразумение (на руски: Рейхштадтское соглашение; на немски: Konvention von Reichstadt) е дипломатическо и стратегическо споразумение между Русия и Австро-Унгария, част от подготовката на Руско-турската война (1877 – 1878)
На 26 юни (н. ст. 8 юли) 1876 година руският император Александър II и министърът на външните работи княз Александър Горчаков се срещат с австро-унгарския император Франц Йосиф и министъра на външните работи граф Дюла Андраши в замъка Райхщат в Бохемия (днес град Закупи), откъдето произлиза и наименованието на постигнатото между тях споразумение – Райхщатско споразумение. Предмет на обсъждане е вероятното избухване на руско-турска война поради изострената обстановка на Балканите, възможните резултати и различните сценарии за всеки резултат.

## Формат на преговорите
Преговорите са се провели в неформална обстановка без официални записи, така че австрийската и руската гледна точка за договореното значително се различават. Няма нито подписана официална конвенция, нито дори подписан протокол. Протоколите са продиктувани отделно и от Андраши, и от Горчаков, което предполага, че нито една от страните не вярва на другата. Затова степента на съгласуваното австрийско анексиране в Босна и Херцеговина остава спорна. Именно тези несъответствия налагат по-нататъшни обсъждания на балканския въпрос на Цариградската конференция и последвалата Будапещенска конвенция, въпреки че те до голяма степен потвърждават, но и изменят дискусиите в Райхщат.

## Условия на споразумението
Тайното споразумение  има два варианта на текста – руски и австрийски.
Съгласно текста на това споразумение Австро-Унгария и Русия се съгласяват, че „ако се стигне до териториални промени или разпадане на Османската империя, създаването на голяма компактна славянска или друга държава е изключено“. Страните се договарят също така, че Черна гора и Сърбия ще получат възможността да анексират: първата – Херцеговина и пристанище на Адриатическо море, а втората – някои части на стара Сърбия и Босна. В този случай обаче „Австрия ще има право да анексира турската част от Хърватия, както и някои погранични райони на Босна“. От своя страна, Русия ще получи правото да си върне Бесарабия, отстъпена на Молдовското княжество през 1856 г. В случай на „пълен разгром на Турция в Европа“ текстът предвижда възможност България и Румелия да образуват независими княжества. Споразумението доказва, че още през 1876 г. е било ясно, че страните по него не са били съгласни на Балканите да се създаде нито компактна славянска, нито голяма държава.
В австрийския вариант на текста името „България“ изобщо не се среща. Там се казва, че ако Турция бъде победена, Австро-Унгария ще получи Босна и Херцеговина с изключение на някои територии, които ще се присъединят към Сърбия и Черна гора. Босна, Румелия и Албания могат да станат автономни държави, а остров Крит и Тесалия ще се присъединят към Гърция. За Константинопол се предвижда евентуално да бъде обявен за свободен град. Същевременно Русия придобива правото на придобиване на новозавладените територии както по Черно море, така и в Азия в рамки каквито намери за добре.
Райхщатското споразумение е продължено с Будапещенската тайна конвенция между Русия и Австро-Унгария, както и с Лондонското споразумение между Русия и Великобритания от 30 май 1878 г.
- Франц Йосиф
- Дюла Андраши
- Александър II
- Александър Горчаков

## Оценка
Бисмарк, който познава съдържанието на споразуменията само отчасти и само чрез устни съобщения от австрийска страна, заявява в автобиографията си Gedanken und Erinnerungen, че Райхщадската конвенция, а не Берлинският конгрес, „е в основата на австрийското владение на Босна и Херцеговина и осигурява неутралитета на Австрия за руснаците във войната им с турците“. Оценката на Бисмарк за руското поведение е, че Русия е потърсила сближаване с Австрия едва след като Бисмарк е отхвърлил желанието за по-тесни връзки между Германската империя и Русия за сметка на Австрия в отговора си на „Doktorfrage von Livadia“ (Въпрос към докторант) на цар Александър II от руския Ливадийски дворец.
Тази наша декларация, която Горчаков беше изтръгнал от господаря си с безпогрешна яснота, за да му докаже платоничния характер на нашата любов, накара руската мълния да се отдалечи от Източна Галиция към Балканите, - и че Русия, вместо да прекъсне преговорите с нас, както си спомням, първо проведе подобни преговори с Австрия в Пеща в съответствие с договореностите от Райхщад, където императорите Александър и Франц Йосиф се бяха срещнали на 8 юли 1876 г. Те направиха това на 8 юли 1876 г. с молба да бъдат запазени в тайна от нас.